# Li Tingting
Li Tingting   (Pequín, 1989), àlies Li Maizi (李麦子), és una activista xinesa per la igualtat de gènere, la conscienciació sobre l'assetjament sexual i la sexualitat. Va ser detinguda per la policia en la vespra del Dia Internacional de les Dones en 2015, juntament amb altres quatre activistes, per planejar una protesta contra l'assetjament sexual en el transport públic. Aquestes altres quatre activistes formen part de les Cinc Feministes que, juntament amb Li, inclouen a Wu Rongrong, Wang Man, Wei Tingting i Zheng Churan. Cadascuna d'elles és activista de diferents drets. Alguns d'ells lluiten pels drets del col·lectiu LGBTQ+, la igualtat de gènere, la conscienciació sobre l'assetjament sexual i el feminisme i els drets de la dona.

## Primers anys
Els pares de Li creien en la llibertat d'elecció en qüestions d'amor i matrimoni, però van decidir casar-se quan la seva mare es va quedar embarassada d'ella. La seva família vivia als afores de Pequín, on el seu pare treballava repartint fertilitzants. Després que el seu pare fos acomiadat del seu treball, la mare de Li va acceptar una ocupació en una fàbrica de Pequín, però va continuar sent responsable de tots els assumptes domèstics. Segons Li, el seu pare era "bastant masclista", és a dir, era un patriarca agressiu i el cap indiscutible de la casa, i qualsevol afront a ell es traduïa en violència física tant cap a la seva mare com cap a ella.

## Activisme
Durant el seu segon any d'universitat, Li va crear un Grup de Formació de la Comunitat de Lesbianes, que oferia serveis d'assessorament i suport als estudiants universitaris.
Li ha participat en diverses manifestacions públiques a la Xina. En 2012, va recórrer un carrer comercial de Pequín amb un vestit de núvia esquitxat de taques de sang al costat d'altres dues voluntàries per a cridar l'atenció sobre la violència domèstica a la Xina. Encara que la multitud es va mostrar majoritàriament receptiva, molts observadors es van mostrar incòmodes pel fet que es ventilessin assumptes personals en públic. Durant l'acte, els funcionaris de l'administració urbana van seguir a les tres dones, reprenent-les per no registrar la seva manifestació. Li també va participar en la manifestació Ocupa el Bany d'Homes (en xinès: 占领男厕所) amb Zheng Churan. La manifestació protestava per les enormes cues que es formaven per a accedir als lavabos de dones, animant a les manifestants a utilitzar els lavabos d'homes per torns; això impedia als pocs homes que volien utilitzar els lavabos fer-ho. Aquesta manifestació va cridar molt l'atenció dels mitjans de comunicació nacionals i internacionals, així com el debat en línia, sobretot per la forma en què va fomentar la solidaritat masculina amb una causa de gènere.
En un comunicat de vídeo de 2016, Li va declarar que el seu actual treball de campanya se centra en la prevenció del matrimoni forçat.

## Detenció
El 6 de març de 2015, els agents de policia van arribar a l'apartament de Li on vivia amb la seva parella. Al principi, com Li no podia fer res, va treure el seu ukelele i va tocar una cançó, mentre la seva núvia cantava. Al principi, Li no va obrir la porta i va escoltar la conversa entre els agents, que havien vigilat les seves trucades telefòniques. Finalment, va obrir la porta quan els agents van cridar un manyà perquè forcés la porta. Li informa que la policia li va presentar una ordre de detenció en blanc, va registrar el seu apartament i va confiscar els seus aparells electrònics i els de la seva parella. A continuació, la policia es va emportar a Li i a la seva parella en vehicles separats. Li va ser portada primer a la comissaria local, on la policia va revisar les seves trucades telefòniques privades. Quan li van demanar que desbloquegés el seu telèfon, Li va aprofitar per a esborrar el seu historial de WeChat.
En la nit del 7 de març, Li va ser conduïda a un aparcament en el soterrani i portada en una furgoneta. El seu company ja havia estat alliberat, però en la furgoneta es trobaven els seus companys Wei Tingting i Wang Man.
Els activistes van ser sotmesos a repetits interrogatoris per part de les autoritats sobre l'activitat contra l'assetjament sexual que tenien prevista. Les preguntes van passar a referir-se a la participació de forces estrangeres, la qual cosa, segons Li, va semblar posar molt nervioses a les autoritats. A Li també li van preguntar per altres protestes públiques en les quals havia participat. Les autoritats van arribar a imprimir imatges d'una protesta en topless, censurant els mugrons de les activistes amb creus negres. L'oficina de l'ONG per a la qual treballava Li també va ser aplanada, ja que era a través d'aquest treball on més s'havia implicat en la defensa de la igualtat de gènere i el treball LGBT. Encara que les autoritats volien informació sobre aquesta empresa, Li no ocupava cap lloc directiu. Des del seu alliberament, Li ha declarat que les autoritats irrompien de sobte a l'habitació i cridaven: "Li Tingting, no has estat sincera amb nosaltres, estàs mentint una altra vegada!". Per a després intentar intimidar amb noves proves no especificades.
El 13 d'abril de 2015, Li va ser alliberada, juntament amb els altres quatre activistes. Segons el seu advocat, l'alliberament va ser condicional, la qual cosa permetria presentar càrrecs contra Li més endavant.

## Conseqüències
Pel que sembla, Li ha estat inclosa en la llista negra dels mitjans de comunicació xinesos, cosa que significa que cap mitjà de comunicació nacional informarà sobre ella ni conversarà amb ella. L'ONG per a la qual treballava Li també va ser clausurada com a exemple.
Li ha escrit articles d'opinió per a mitjans de comunicació internacionals, com The Guardian, en els quals descriu la seva detenció i la situació dels drets de la dona a la República Popular de la Xina. També ha participat en panells de debat i ha donat xerrades sobre el feminisme a la Xina als Estats Units i el Regne Unit.
Li es va graduar en la Universitat d'Essex el febrer de 2019.

## Premis
- 100 dones de la BBC (BBC) - 2015